# Debout Congolais
Debout Congolais je državna himna Demokratične republike Konga. Sprva je bila sprejeta ob osamosvojitvi leta 1960. Leta 1971, ko se je država uradno preimenovala v Zair, je bila zamenjana z La Zaïroise. Kot državna himna je bila ponovno sprejeta, ko je leta 1997 prišel na oblast Laurent Kabila. Besedilo je napisal Joseph Lutumba, medtem ko je Simon-Pierre Boka di Mpasi Londi zložil melodijo.

## Besedilo vfrancoščini
Debout Congolais,
Unis par le sort,
Unis dans l'effort pour l'indépendance,
Dressons nos fronts longtemps courbés
Et pour de bon prenons le plus bel élan, dans la paix,
O peuple ardent, par le labeur, nous bâtirons un pays plus beau qu'avant, dans la paix.
Citoyens, entonnez l'hymne sacré de votre solidarité,
Fièrement, saluez l'emblème d'or de votre souveraineté, Congo.
Don béni, (Congo) des aïeux (Congo),
O pays (Congo) bien aimé (Congo),
Nous peuplerons ton sol et nous assurerons ta grandeur.
(Trente juin) O doux soleil (trente juin) de trente juin,
(Jour sacré) Sois le témoin (jour sacré) de l'immortel serment de liberté
Que nous léguons à notre postérité pour toujours.
Opomba: Besede v oklepajih poje zbor, medtem ko ostalo pojejo solisti.